# Пјано Невегал (Белуно)
Пјано Невегал (итал. Piano Nevegal) је насеље у Италији у округу Белуно, региону Венето.
Према процени из 2011. у насељу је живело 5 становника. Насеље се налази на надморској висини од 1010 м.